# Carl Hilpert
Carl Hilpert, född 12 september 1888 i Nürnberg död 24 december 1948 i Moskva i rysk fångenskap, var en tysk militär. Han befordrades till generalmajor 1939 och till generalöverste 1945 och erhöll Riddarkorset av Järnkorset med eklöv 1944. Hilpert var befälhavare för XXIII. Armeekorps juli 1942 – januari 1943, LIV. Armeekorps januari – augusti 1943 och samtidigt XXVI. Armeekorps till december 1943. Han ledde därefter I. Armeekorps januari – september 1944 och 16:e Armén september 1944 – april 1945.

## Biografi
Hilpert påbörjade sin militära karriär 1907. Under första världskriget tjänstgjorde han på västfronten och erhöll Järnkorset av båda klasserna. Efter kriget fortsatte han att tjänstgöra i Reichswehr. Vid krigsutbrottet i september 1939 var Hilpert generalstabschef för IX. Armeekorps som var stationerad vid västfronten. Under slaget om Frankrike tjänstgjorde han som generalstabschef i 1. Armee. När Armégrupp D bildades i oktober 1940 utsågs 1. Armees befälhavare Erwin von Witzleben till befälhavare och han valde att ta med sig Hilpert som sin generalstabschef.
I januari 1943 förflyttade Carl Hilpert till området kring Leningrad där han fick befälet över LIV. Armeekorps. Kåren förstärktes med en annan kår och fick det tillfälliga namnet Korpsgruppe Hilpert. Gruppen utkämpade hårda försvarsstrider vid Sinjavinohöjderna i närheten av Leningrad och Hilpert belönades den 19 februari med Tyska korset i guld.
Under sommaren samma år utmärkte sig Hilpert återigen under svåra försvarstrider mot numerärt överlägsna sovjetiska styrkor mellan Schlüsselburg och Volchov. Den 1 augusti avlöstes han som befälhavare och placerades i befälsreserven. Senare samma månad erhöll Hilpert Riddarkorset och den 30 september drabbades han av en personlig tragedi då hans äldste son stupade på östfronten.
Sommaren 1944 ledde han I. Armeekorps, som då hotades av inringning vid Polozk. För sin kårs insatser i dessa strider fick han den 8 augusti 1944 eklöven till sitt riddarkors. Den 18 augusti nämndes han i Wehrmachtbericht för framgångsrika försvarsstrider vid Birsen.
Hilpert hamnade i sovjetisk krigsfångenskap i maj 1945 och han avled där 1948.

## Befordringar
- Fahnenjunker – 15 juli 1907
- Leutnant – 26 maj 1909
- Oberleutnant
- Hauptmann – 18 augusti 1916
- Major – 1 juni 1929
- Oberstleutnant – 1 oktober 1933
- Oberst – 1 september 1935
- Generalmajor – 1 april 1939
- Generalleutnant – 1 oktober 1940
- General der Infanterie – 1 september 1942
- Generaloberst – 1 maj 1945

## Utmärkelser

### Första världskriget
- Järnkorset av andra klass – 1914
- Järnkorset av första klass – 1916

### Andra världskriget
- Järnkorset av andra klass – 1940
- Järnkorset av första klass – 1940
- Riddarkorset – 22 augusti 1943
  - Med Eklöven – 8 augusti 1944
- Tyska korset i guld – 19 februari 1943
- Nämnd i Wehrmachtbericht – 18 augusti 1944 & 9 maj 1945